# Tauscha
Tauscha är en ortsteil i kommunen Thiendorf i Landkreis Meissen i förbundslandet Sachsen i Tyskland. Tauscha var en kommun fram till 1 januari 2016 när den uppgick i Thiendorf. Kommunen Tauscha hade 1 454 invånare 2015.